# Kurikka (eiland)
Kurikka is een Zweeds eiland behorend tot de Haparanda-archipel. Het eiland ligt circa 25 kilometer ten zuiden van de plaats Haparanda. Het eiland heeft geen oeververbinding en is onbebouwd.